# 蛋清羊尾

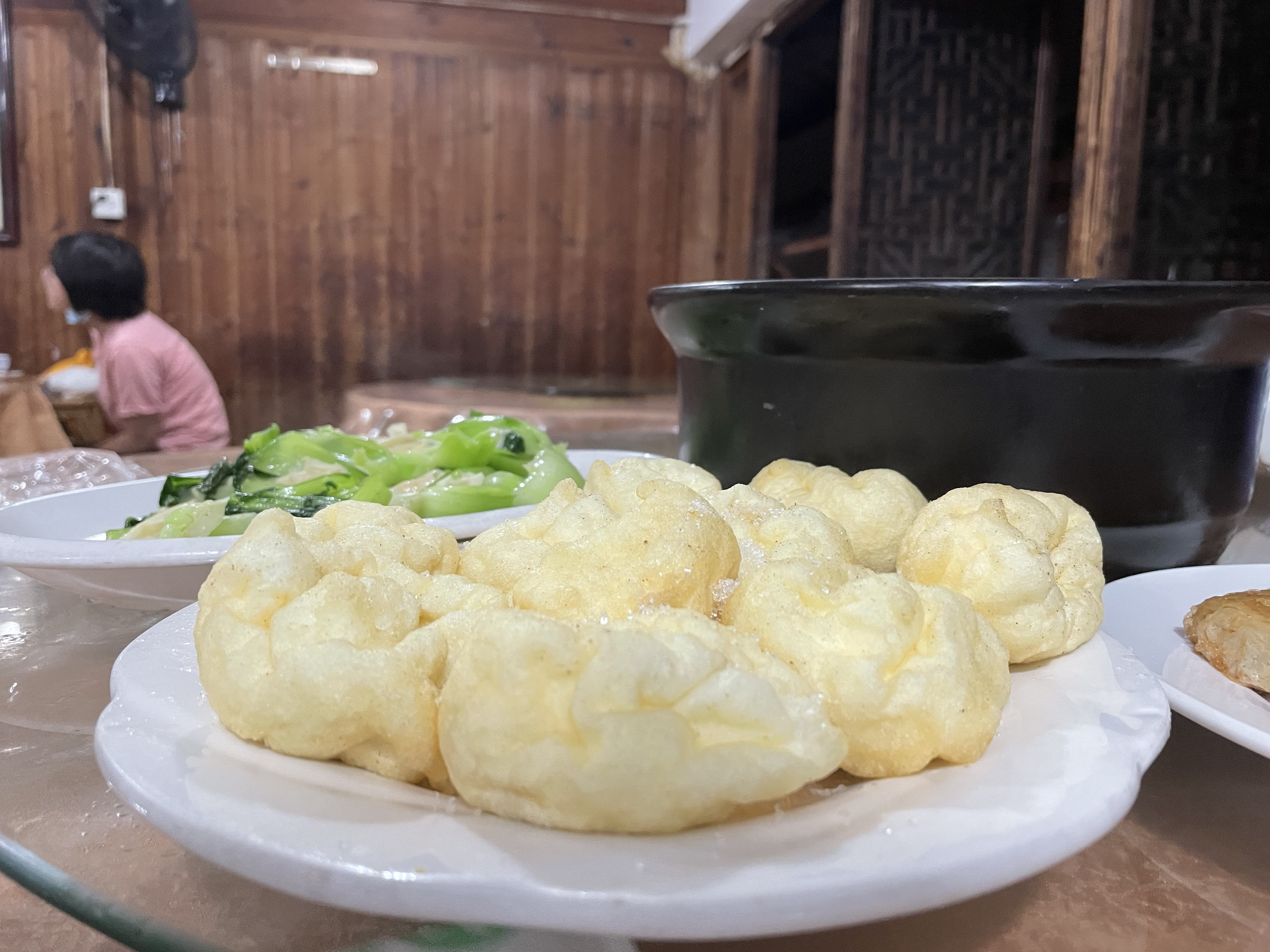
蛋清羊尾

蛋清羊尾又名雪綿豆沙，是臨海當地的小吃。因其取材自蛋清，形狀似羊尾而得名。原料為菜油、雞蛋、豬油、豆沙和麥粉。蛋清羊尾也是临海唯一列入《中国菜谱》的菜餚。

## 外部連結
- （简体中文）蛋清羊尾[永久]在中国临海新闻网 （页面存档备份，存于）